# کورنلیس سیمون میر
کورنلیس سیمون میر (زاده ۱۷ اوت ۱۹۰۴ و درگذشته ۱۲ آوریل ۱۹۷۴ میلادی) ریاضی‌دان اهل هلند بود. او معرفی‌کننده تابع میر جی (Meijer G-function) در سال ۱۹۳۶ میلادی بود. تابع میر جی در دانش ریاضیات دارای اهمیت بسزایی است.